# 좋은선린병원
좋은선린병원은 포항시 북구 대신동에 위치한 종합 병원이다. 한국 전쟁 당시 평양의과대학을 졸업하고 남하한 의사 김종원에 의해 설립되었다. 처음에는 소아과로 개원하였고, 미군의 도움을 받아 소아과 진료에서 시작하여 종합병원으로 성장하였다. 개인이 설립한 병원이지만 개신교 신앙을 바탕으로 한 미션병원으로 해외선교를 적극지원하였다. 이로 인해 많은 선린병원 의사들이 해외 선교에 나가고 있다.

## 현황
일반적인 진료과 모두 진료 가능하다. 2015년 현재 내과, 정형외과는 레지던트 수련과로 지정되어있다. 특히 포항을 중심으로 한 지역에서 암환자 진료의 중심병원이다. 환자들이 오는 지역은 포항, 울진, 영덕, 울릉, 경주 일부지역이다. 한때 한동대학교와 법인을 합병하였으나 2010년대 초 다시 분리하였다. 암환자 진료와 함께 호스피스 병동을 적극적으로 운영하고 있다. 소화기센터, 심혈관센터, 호흡기센터, 소아청소년센터, 척추센터, 종양센터, 온열치료센터, 종합건강진단센터, 응급의료기관, 영상진단센터를 운영하고 있다.

## 병원 연혁
2016년 9월 30일 '의료법인 은성의료재단 좋은선린병원'으로 명칭 변경하였으며 허가병상 217병상으로 간호,간병 통합서비스 병동 추가하여 운영중에 있다.